# Synagogue de Castelo de Vide
La synagogue de Castelo de Vide ( portugais : Sinagoga de Castelo de Vide   ) est une synagogue médiévale à Castelo de Vide, Portugal. Avec la synagogue de Tomar, c'est l'une des deux synagogues pré-expulsion existantes dans le pays. Construit à la fin du XIVe siècle, le bâtiment abrite aujourd'hui un musée consacré à la communauté juive historique de Castelo de Vide.

## Histoire
La synagogue est construite à la fin du XIVe siècle,. Des documents écrits attestent l'existence de la communauté juive et du quartier juif de Castelo de Vide tout au long des XIVe et XVe siècles,. Bien que le roi Manuel Ier du Portugal ait ordonné la conversion forcée ou l'expulsion des Juifs portugais en 1496, les Marranes continuent à utiliser la synagogue comme sanctuaire religieux et école jusqu'au milieu du XVIe siècle.
Au cours des siècles suivants, la synagogue a eu diverses utilisations, y compris une transformation du XVIIIe siècle en maison privée,. En 1972, le bâtiment est restauré et son tabernacle redécouvert,. Aujourd'hui, il abrite un petit musée consacré à la communauté juive historique de Castelo de Vide,. La structure est classée comme bâtiment d'intérêt public ( Imóvel de Interesse Público ) par le gouvernement portugais.
La synagogue de Castelo de Vide est l'une des deux synagogues médiévales préservées existantes au Portugal. L'autre est la Synagogue de Tomar. Quatre bâtiments de synagogue pré-expulsion existent dans l'Espagne voisine : la synagogue Híjar, la synagogue de Santa María la Blanca et la synagogue d'El Tránsito à Tolède, et la synagogue de Córdoba. Toutes les autres synagogues portugaises existantes ont été construites après la fin de l'Inquisition portugaise en 1821.
La synagogue est un petit bâtiment de deux étages construit à l'origine à la fin du XIVe siècle et modifié au fil du temps,. Il est orienté est-ouest. Des arcs ogivaux en pierre encadrent toutes les portes du bâtiment,. Une mezouzah contenant une partie de la prière Shema Yisrael est placée au-dessus de l'une des portes du rez-de-chaussée,.
À l'intérieur du bâtiment se trouve une arche ou un tabernacle de la Torah en pierre sculptée du XVe siècle (appelé hekhal par les communautés séfarades ) qui a été redécouvert en 1972 lors de réparations des murs extérieurs,. Le piédestal d'écriture de gauche de l'arche est décoré de sept boules symbolisant les six jours de la création et un jour de repos, .

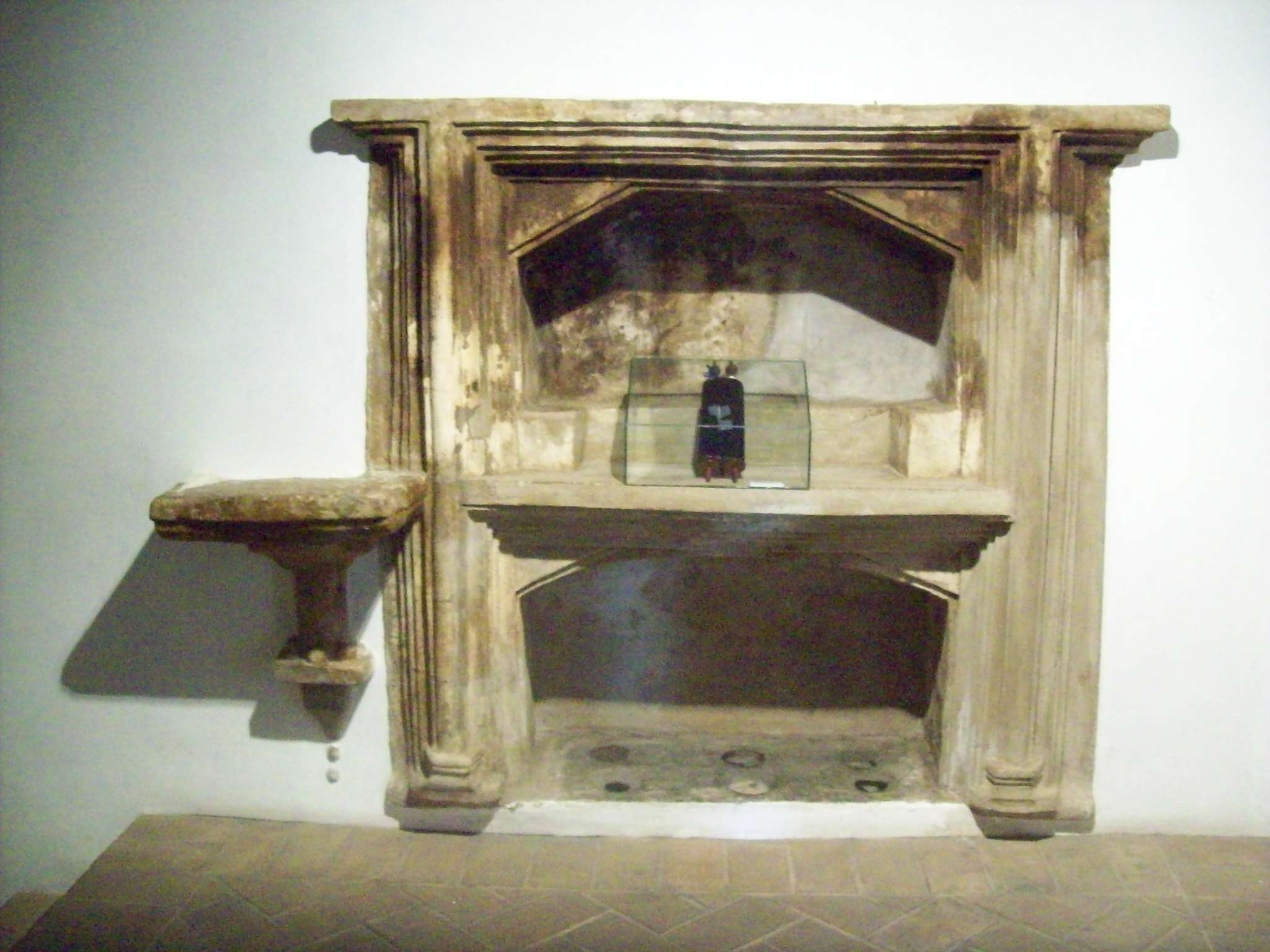
Arche de la Torah du XVe siècle